# Peter Mygind
Peter Mygind, född 28 augusti 1963 i Frederiksberg, är en dansk skådespelare. Han är son till regissören Søren Mygind och skådespelaren Jytte Abildstrøm.
I Sverige har Mygind blivit känd för roller i TV-serier som Nikolaj och Julie, Anna Pihl, Riket, Borgen, Morden i Helsingör och TAXA. Han har även deltagit i underhållningsprogrammet Vild med Dans, den danska motsvarigheten till Let's Dance.
Mygind är även mycket aktiv i det förebyggande arbetet mot våld och mobbning i danska skolor, ett arbete som grundar sig i att hans egna barn blivit överfallna.

## Filmografi i urval
- 1994 – Frihetens skugga (TV-serie)
- 1994 – Riket (TV-serie)
- 1997 – Riket II (TV-serie)
- 1997 – TAXA (TV-serie)
- 2001 – En riktig människa
- 2002–2003 – Nikolaj och Julie (TV-serie)
- 2006 – Anna Pihl (TV-serie)
- 2006 – Sprängfarlig Bomb
- 2008 – Flamman och Citronen
- 2010–2013 – Borgen (TV-serie)
- 2020 – Morden i Helsingör (TV-serie)